# Wang Xihou
Wang Xihou (ur. 1713, zm. 1777) – uczony chiński z okresu dynastii Qing, najbardziej znana ofiara cenzury literackiej za czasów panowania cesarza Qianlonga.
W 1750 roku zdał egzamin na stopień juren, nie zdołał jednak osiągnąć wyższych szczebli w drabinie urzędniczej i poświęcił się pracy pisarskiej. W 1777 roku opublikował słownik języka chińskiego Ziguan (字貫). W dziele tym dokonał ostrej krytyki wzorcowego Słownika Kangxi i podał objęte tabu znaki, którymi zapisywano imiona świątynne cesarzy panującej dynastii, co traktowane było jako ciężkie przestępstwo. Za opublikowanie swojego słownika Wang został stracony 27 grudnia 1777 roku, a 21 członków jego rodziny poszło w niewolę. Haicheng – gubernator prowincji Jiangxi, w której ukazała się publikacja, został zdymisjonowany za „niedopełnienie swoich obowiązków”.